# Gelato

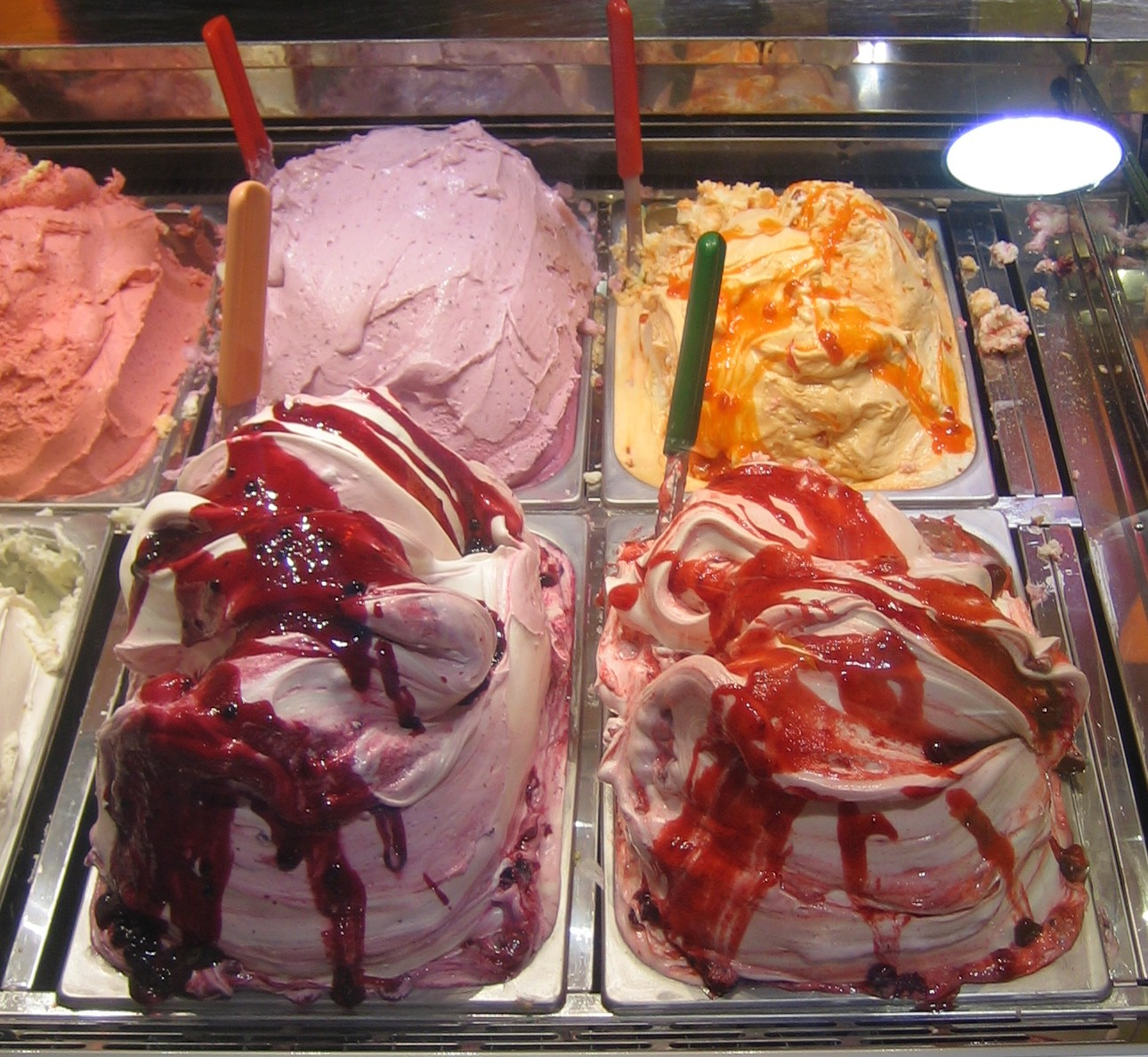
Gelato in een winkel in Rome

Gelato, dat in het Italiaans bevroren betekent, is een vorm van roomijs uit de Italiaanse keuken. In het Italiaans wordt de term gelato gebruikt voor alle vormen van roomijs. In andere talen wordt de term gebruikt om de specifieke Italiaanse bereidingswijze aan te duiden. Het recept is in de 16e eeuw ontstaan. Gelato bevat een laag percentage melkvet, tussen de 6 en 9% melkvet en bevat 35% lucht. De belangrijkste ingrediënten zijn room, melk en suiker waarbij een extra ingrediënt voor de smaak wordt toegevoegd. Traditionele smaken van gelato waren custard, vanille, chocolade, hazelnoot, amandel en pistache. Later zijn hier allerlei varianten bij gekomen. Gelato wordt gewoonlijk met een kleine spade opgeschept in plaats van met een ijslepel.
In de middeleeuwen waren er al ijsrecepten in Italië geïntroduceerd. In de 9e eeuw, ten tijde van het Emiraat Sicilië, werd er al ijs gegeten. Mogelijk is hieruit de gelato ontstaan. Marco Polo zou in 1295 een recept voor sorbet hebben meegenomen. In de late periode van de Italiaanse renaissance ontstond aan het hof van Lorenzo II de' Medici in Florence de gelato zoals die nu bekend is. Cosimo Ruggeri bedacht een recept met de naam fior di latte Catharina zou dit recept later in Frankrijk introduceren toen ze daar koningin werd. In 1565 maakt Bernardo Buontalenti een ijsdessert met de naam gelato alla crema.
In het Romeinse Rijk werd ijs op verschillende manieren gebruikt, Romeinen haalden ijs en sneeuw uit de Alpen en andere bergachtige gebieden. Dit werd opgeslagen in diepe kuilen of speciale ijskelders (gelaria). Rijke Romeinen lieten ijs en sneeuw transporteren naar steden, vooral Rome, om hun eten en drankjes te koelen. Net als in latere eeuwen was ijs een luxe die vooral voor de elite beschikbaar was. Keizers en rijke patriciërs genoten van gekoelde wijn en desserts met geschaafd ijs. Keizer Nero (1e eeuw n.Chr.) zou een van de eerste heersers zijn geweest die "sneeuw met honing en fruit" als een soort primitieve sorbet at. 
De traditie van gelato heeft zich ook verspreid langs de kust van Kroatië waar de Republiek Venetië meerdere steden en eiland gekoloniseerd heeft.